# Stadionul Municipal Miercurea Ciuc
Stadionul Municipal este un stadion polivalent din Miercurea Ciuc, România. Este folosit mai ales pentru meciuri de fotbal și este terenul de acasă al echipei FK Csíkszereda. Stadionul are o capacitate de 4.000 de locuri, toate pe scaune.

## Istorie
Construit in 1904, a suferit numeroase renovări, începând cu anii 1960 în prima fază, urmate de cele din anii 1990. Capacitatea inițială a stadionului a fost de 1200 de locuri. În anii 2016-2017 a avut loc prima extindere, fiind construită tribuna I. Capacitatea stadionului in 2016 era de 2000 de locuri, cu 800 scaune acoperite. Tribuna a II-a, construită în anii 2021-2022, este asemănătoare ca aspect cu tribuna I, adăugând arenei încă 1.400 de locuri. Tribunele acoperite, se încadrează în termenii și  reglementările Federației Române de Fotbal, dar și UEFA.
Gazonul este prevăzut cu instalație de încălzire. Adițional a fost amenajat și un teren de antrenament cu gazon artificial.
Stadionul are în dotare o cabină pentru comentatori și o zonă dedicată exclusiv jurnaliștilor. 
Investiția de aproximativ 3 milioane de euro, a fost asigurată de Guvernul Ungariei.